# Madigan
Madigan – amerykański kryminał z 1968 roku na podstawie powieści The Commissioner Richarda Dougherty'ego.

## Główne role
- Richard Widmark - detektyw Daniel Madigan
- Henry Fonda - komisarz Anthony X. Russell
- Inger Stevens - Julia Madigan
- Harry Guardino - detektyw Rocco Bonaro
- James Whitmore - inspektor Charles Kane
- Susan Clark - Tricia Bentley
- Michael Dunn - Midget Castiglione
- Steve Ihnat - Barney Benesch
- Don Stroud - Hughie
- Sheree North - Jonesy
- Warren Stevens - kapitan Ben Williams
- Raymond St. Jacques - dr Taylor
- Bert Freed - szef detektywów Hap Lynch
- Harry Bellaver - Mickey Dunn
- Frank Marth - porucznik James Price
- Lloyd Gough - Earl Griffin
- Virginia Gregg - Esther Newman
- Henry Beckman - Philip Downes
- Richard O’Brien - detektyw O’Brien
- Woodrow Parfrey - Marvin

## Fabuła
Daniel Madigan jest policyjnym detektywem. Pracuje w Nowym Jorku, jest twardy i zawsze chodzi własną drogą. Podczas aresztowania Barneya Benescha popełnia błąd, wskutek którego traci broń, a Barney ucieka. Komisarz Russell, przełożony Madigana jest wściekły i daje mu trzy dni na znalezienie przestępcy i odzyskanie broni. Inaczej Madigan zostanie wyrzucony z policji. Madigan razem z detektywem Bonaro podejmują wszystkie możliwe sposoby, także niedozwolone...